# Harslo
Harslo is een voormalig kasteel ten westen van Bennekom in buurtschap De Kraats, in  de Nederlandse provincie Gelderland. 

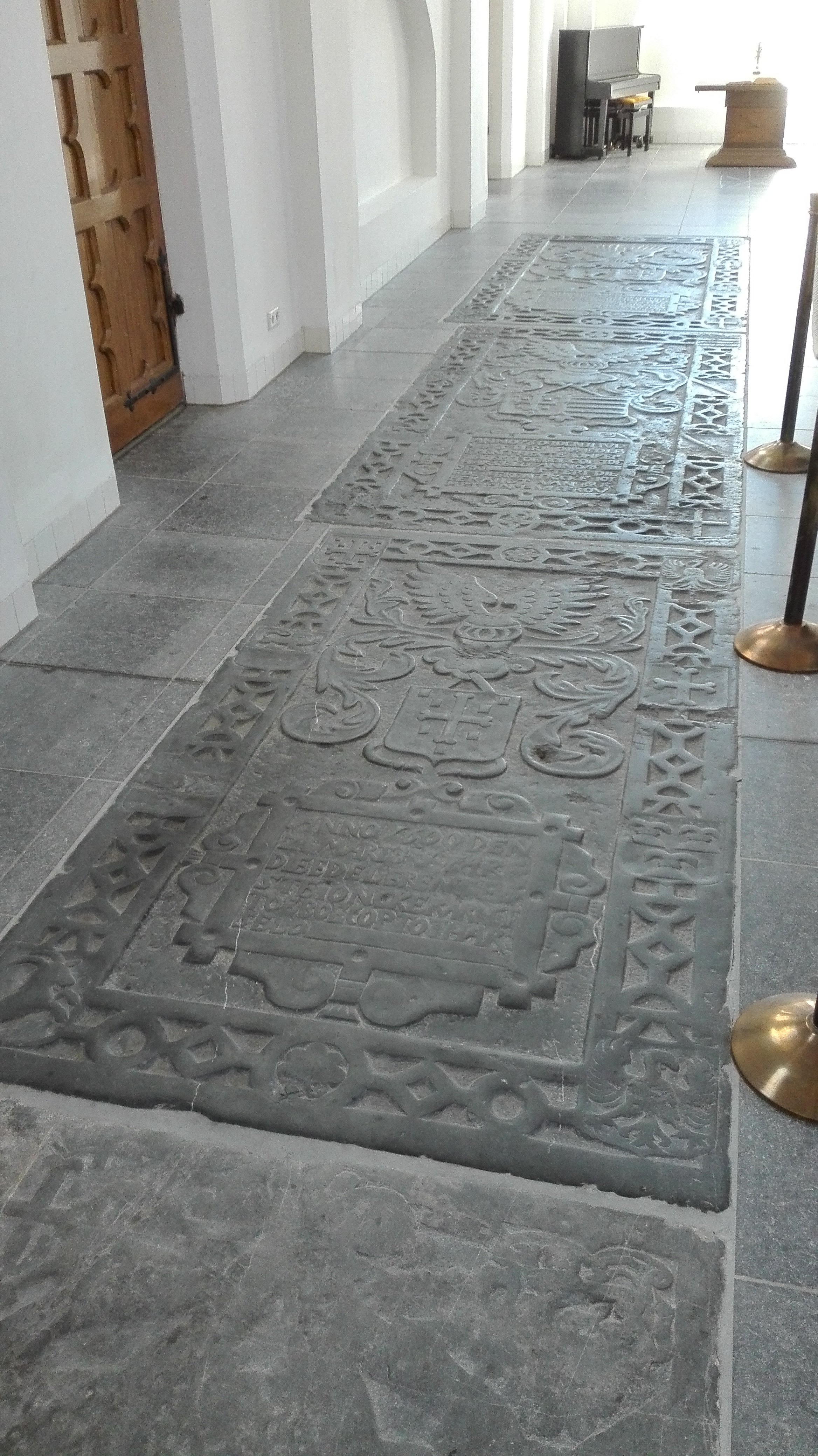
Grafstenen van de familie Toe Boecop in de Oude Kerk van Bennekom

De oudste vermelding dateert van 1388, toen Henrik van Brienen het goed overdroeg aan Rutger van Renwic. Vanaf 1506 was het kasteel in handen van het geslacht Toe Boecop. Verschillende leden van dit geslacht werden in de Oude Kerk van Bennekom begraven.
Door vererving werd Joachim van Eck tot Medler eigenaar, die echter in 1655 het kasteel moest verkopen vanwege ernstige financiële problemen. Nu kwam het in handen van de familie Van Arnhem, tevens heren van Rosendael, en vervolgens in de familie Torck. Het werd echter niet meer door de eigenaars bewoond.
Het imposante gebouw werd omstreeks 1814 afgebroken. Thans rest alleen nog het poortgebouw aan de Harsloweg, dat als boerderij bewoond wordt.